# 2e armée (Australie)
Pour les articles homonymes, voir 2e armée.
La 2e armée est une armée de campagne de l'armée australienne active pendant la Seconde Guerre mondiale. 

## Histoire
Créée en avril 1942 à partir des forces intérieures du QG existant, la formation opère en Australie tout au long de la guerre et est responsable du commandement des forces dans les États de l'est de l'Australie. Initialement, la formation contrôle plusieurs divisions, dont plusieurs formations américaines ; cependant, à mesure du déplacement de l'effort de guerre allié vers le nord, la formation est réduite en taille au cours de 1943. Tout au long de 1944 et 1945, les forces de combat de la formation sont considérablement réduites et elle deviendra finalement en grande partie un quartier général d'entraînement et de communication. La guerre s'achève en août 1945 et la formation est dissoute au début de 1946.

## Ordre de bataille
Lors de sa formation en avril 1942, la deuxième armée se compose des formations suivantes:
- 2e division automobile
- Force de couverture de Victoria
- 41e division d'infanterie américaine
- 32e division d'infanterie américaine
- 12e groupe-brigade

En août 1943, la formation avait été réduite à ce qui suit:
- 1re division
  - 1re brigade
  - 9e brigade
  - 28e brigade

## Commandants
La 2e armée est initialement commandée par le lieutenant-général Iven Mackay. En janvier 1944, le poste passe au lieutenant-général Leslie Morshead ; il reste en poste jusqu'en juillet 1944. Ce mois-là, le major-général Herbert Lloyd (en) prend le commandement administratif, et reste en poste jusqu'en janvier 1946.